# Nậm Hăn
Nậm Hăn là một xã thuộc huyện Sìn Hồ, tỉnh Lai Châu, Việt Nam.
Xã Nậm Hăn có diện tích 90,83 km², dân số năm 1999 là 3620 người, mật độ dân số đạt 40 người/km².